# 參議院協議

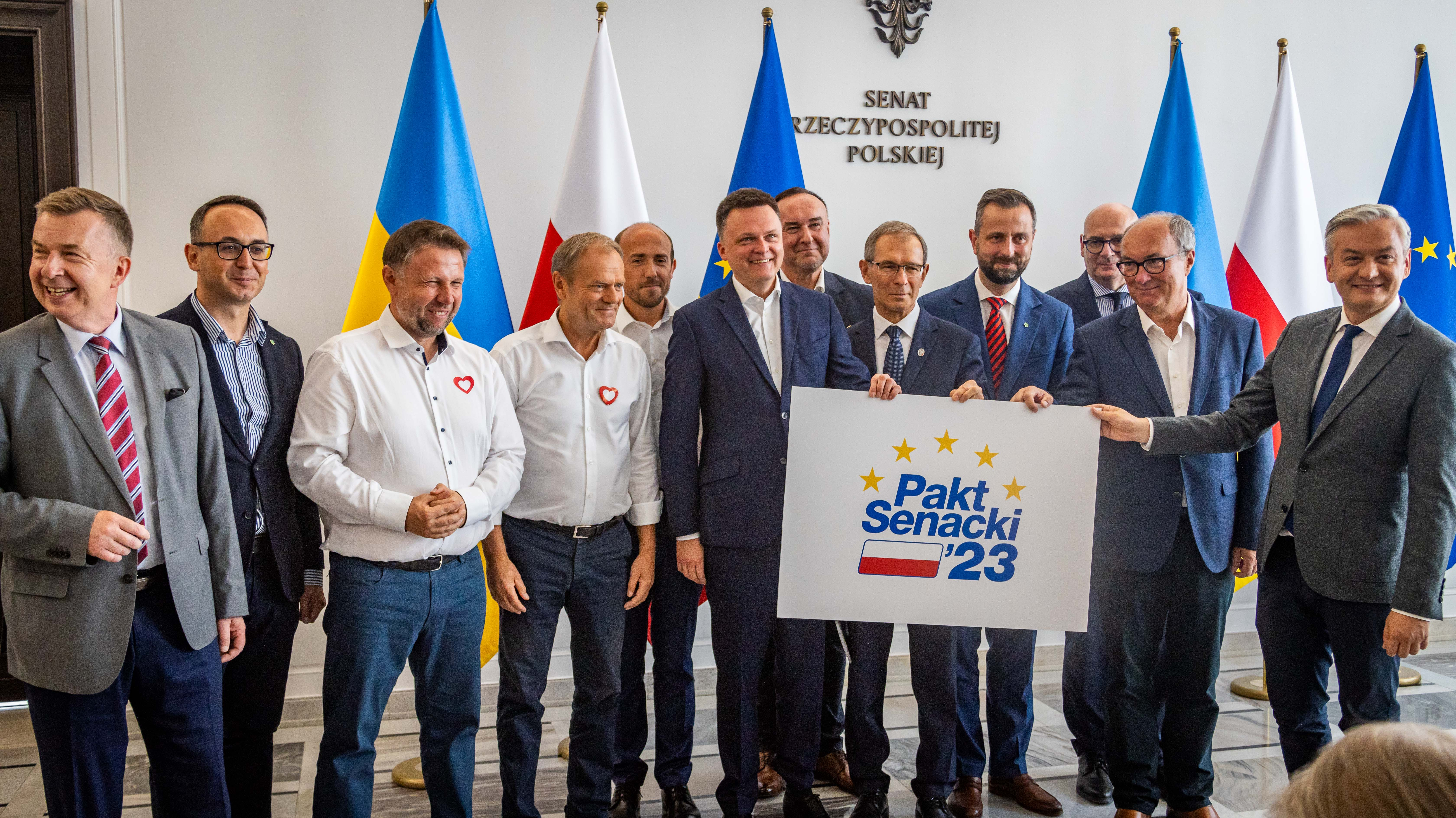
各黨於2023年宣布第二次參議院協議。

參議院協議（波蘭語：Pakt Senacki）是2019年波蘭議會選舉時波蘭在野黨提倡的非正式協議，並在2023年選舉時再次被提出。在2019年時由公民聯盟、左翼、波兰人民党三黨組成选举联盟，而波蘭2050於2023年時加入。

## 歷史
法律與公正黨在2015年議會選舉大勝，赢得了参众兩院的多数席次，成為波蘭自1989年結束共產黨統治以來首個完全執政的政府。

在2019年波蘭議會選舉，在野黨以該協議組成选举联盟，在競選時彼此合作，並於波兰参议院各選區共推一名參選人避免分散票源，讓在野黨候選人更易當選。
波蘭參議員馬雷克·波羅斯基在2018年時於政治周刊上首次提出选举联盟的概念。2019年7月，左翼在致公民綱領 、 現代、波蘭人民黨和波蘭城市協會領袖的一封信中，呼籲各黨加入「參議院協議」。左翼指出，法律與公正黨四年的完全執政表明了「將參眾議兩院、總統府的全部權力交給一個政黨是多麼危險」 。
各在野黨響應該協議，在2019年9月時確立各選區推派之人選 。最終，公民联盟派出73位候选人，波蘭聯盟派出16 位，左翼則推出7位。而有五名候選人宣布獨立參選。並非所有地方都達成協議，部分選區出現了兩位來自聯盟中不同政黨之候選人。
該協議取得了成功，即使在2019年波蘭議會選舉中法律与正义党在參議院赢得了相對多數48席，但參與協議的政黨聯盟總共取得51席， 使其能在眾議院掌權 。
2023年議會選舉前，除2019年即加入聯盟的政黨除外，波蘭2050等數個政黨也於此次加入協議 。2023年2月時各黨簽署協議 ，並在8月時開始推派候選人。 與之前的選舉一樣，自由与独立联盟和無黨派地方政府活動人士拒絕參加該協議，並宣布將派出候選人參選。此次選舉聯盟，再次取得成功，並取得較上次選舉更多的席次。